# Pleuromonas jaculans
Pleuromonas jaculans is een soort in de taxonomische indeling van de Euglenozoa. Deze micro-organismen zijn eencellig en meestal rond de 15-40 mm groot. Het organisme komt uit het geslacht Pleuromonas en behoort tot de familie Bodonidae. Pleuromonas jaculans werd in 1832 ontdekt door Ehrenberg.